# Uroplata romani
Uroplata romani là một loài bọ cánh cứng trong họ Chrysomelidae. Loài này được Wesie miêu tả khoa học năm 1921.